# Marguerite de Navarre
Marguerite de Navarre eller Marguerite d'Angoulême (født 11. april 1492, død 21. december 1549) var dronning af Navarra fra 1526 til 1549 som ægtefælle til kong Henrik 2. af Navarra. Som mæcen for humanister og reformvenlige og som forfatter var hun en fremtrædende skikkelse i den franske renæssance. Samuel Putnam kaldte hende "Den første moderne kvinde".

## Rolle i reformationen
Anne Boleyn havde været hofdame hos dronning Claude under hendes år i Frankrig før hun vendte tilbage til England. Der er formodninger, at Dronning Claude hof og Marguerite hof overlappede, og at måske var Anne i tjeneste hos Marguerite frem for Claude, samt at Anne kan være blevet en ven, beundrer, og discipel til Marguerite, som absorberet Marguerite radikale synspunkter om kristendommen. Et brev skrevet af Anne Boleyn efter blev hun dronning eksisterer, hvor Anne Boleyn giver stærkt udtryk for hengivenhed til Marguerite.
Efter udvisningen af Jean Calvin og William Farel fra Geneve i 1538, skrev Marguerite de Navarre til Marie Dentière, en bemærkelsesværdig fransk protestantisk reformator i Genève. De to kvinder synes at have personlig historie uden for deres skriftlige korrespondance:. Marguerite var gudmor til datter af Marie Dentière og Dentière datter komponeret en fransk guide til det hebraiske sprog til at sende til Marguerite datter I sit brev, spurgte Marguerite hvad var årsag til Calvin og Farels udvisning. Dentière svarede i 1539 med Epistre tres utile, almindeligvis kendt i dag som Epistle to Marguerite de Navarre (brev til Marguerite de Navarre). Denne epistel kritiserede de protestantiske præster, der havde udvist Calvin og Farel, bad om Marguerite støtte og hjælp til at øge bibelske færdigheder og adgang blandt kvinder, og rådede hende til at handle med udvisningen af katolske præster fra Frankrig.